# Pulicaria burchardii
Pulicaria burchardii là một loài thực vật có hoa trong họ Cúc. Loài này được Hutch. miêu tả khoa học đầu tiên năm 1916.